# Mário de Noronha
Mário de Noronha, född 15 januari 1885 i Lapa, död 9 juli 1973 i São Sebastião da Pedreira, var en portugisisk fäktare.
Noronha blev olympisk bronsmedaljör i värja vid sommarspelen 1928 i Amsterdam.